# Ritratto di Nicolaes Ruts
Il Ritratto di Nicolaes Ruts è un dipinto a olio su tavola (116,8x87,3 cm) realizzato nel 1631 dal pittore Rembrandt Harmenszoon Van Rijn.
Fa parte della Frick Collection di New York.
L'opera è firmata e datata "RHL. 1631".
L'anziano borghese viene ritratto in ricche vesti, che attestano il suo status sociale: il soprabito di tessuto prezioso foderato di pelliccia, che copre un giuppone di pelle, ornato da una candida gorgiera alla moda del tempo. Il copricapo di pelliccia è in stile russo: l'uomo infatti intratteneva rapporti commerciali con la Russia. La sua attività di mercante è indicata anche dalla lettera presumibilmente d'affari che tiene nella mano sinistra.
Lo sfondo è, come di consueto nei ritratti di Rembrandt, indefinito.
Questo è il primo ritratto eseguito su commissione dal pittore.